# Kimilsungia
La kimilsungia (également orthographiée en français kimilsunia) est un cultivar d'orchidées à fleurs mauves ainsi dénommée en référence au président nord-coréen Kim Il-sung, à qui le nom de cette fleur fut donné par le président indonésien Sukarno lors de la visite du président Kim Il-sung en Indonésie en avril 1965.
Les premières floralies de kimilisungia, qui se tiennent tous les ans à Pyongyang, ont eu lieu en 1999. Un musée consacré aux kimilsungia existe en Corée du Nord.
Cette espèce a été créée par un botaniste indonésien.

## Lien
- Présentation sur le site officiel Naenara